# Липовац Крстињски
Липовац Крстињски је насељено место на Кордуну, у саставу општине Војнић, Карловачка жупанија, Република Хрватска.

## Историја
Липовац Крстињски се од распада Југославије до августа 1995. године налазио у Републици Српској Крајини.

## Становништво
Липовац Крстињски је према попису из 2011. године имао 7 становника.

### Број становника по пописима
| Националност   | 2001. | 1991. | 1981. | 1971. | 1961. | 1953. | 1948. | 1931. | 1921. | 1910. | 1900. | 1890. | 1880. | 1869. | 1857. |
| бр. становника | 8     | 51    | 86    | 90    | 102   | 120   | 132   | 136   | 118   | 134   | 119   | 133   | 117   | 150   | 136   |

- напомене:

До 1900. исказивано под именом Липовац.

### Национални састав
| Националност       | 2001. | 1991.     | 1981.       | 1971.       | 1961.       |
| Срби               |       | 51 (100%) | 78 (90,69%) | 89 (98,88%) | 99 (97,05%) |
| Хрвати             |       | 0         | 0           | 0           | 1 (0,98%)   |
| Југословени        |       | 0         | 8 (9,30%)   | 0           | 0           |
| остали и непознато |       | 0         | 0           | 1 (1,11%)   | 2 (1,96%)   |
| Укупно             | 8     | 51        | 86          | 90          | 102         |